# خالد المرخی
خالد المرخی (انگلیسی: Khalid Al Merreikhi؛ زادهٔ ۱ ژانویهٔ ۱۹۶۸) فوتبالیست اهل قطر است.

## باشگاهی
از باشگاه‌هایی که در آن بازی کرده‌است می‌توان به السد و ام صلال اشاره کرد.

## تیم ملی
وی همچنین در تیم ملی فوتبال قطر بازی کرده است.